# Ellen Hidding
Ellen Hidding (Winschoten, 21 novembre 1972) è una conduttrice televisiva ed ex modella olandese naturalizzata italiana.

## Biografia
Inizia l'attività di nuotatrice quando, a 11 anni, viene selezionata da un allenatore che le propone di entrare nella squadra del suo paese. A 14 anni vince i campionati regionali nei 100 metri stile libero. Sempre nei Paesi Bassi, nel 1991 vince un concorso come modella, dove uno dei giurati, rappresentante di un'agenzia di moda di Milano, pochi mesi dopo la chiama in Italia. In Israele è testimonial per Tapuzina, una diffusa bibita analcolica, ma è in Italia che conquista la notorietà. Il suo debutto in TV risale al 1997 con il programma Mai dire Gol, che conduce anche nell'anno seguente insieme ad Alessia Marcuzzi.
Nell'estate del 1999 diventa la valletta di Mike Bongiorno nel programma del sabato sera di Canale 5, Momenti di gloria. Nel gennaio 2000 Ellen conduce il programma giornaliero Mai dire Maik con al suo fianco Fabio De Luigi e Ugo Dighero. Nel marzo del 2000 ricomincia l'avventura con Mai dire Gol, di cui Ellen è protagonista per il terzo anno consecutivo. Nel 2000 anche la radio la vede protagonista con un programma, Papaveri e papere, su RIN-Radio Italia Network, accanto a Marco Baldini. Dopo una breve parentesi nel cast di Zelig, nel maggio 2001 torna a condurre Mai dire Maik al fianco del Mago Forest. In estate è ancora in tv con Alessia Mancini e Gigi Sabani per condurre il programma Facce da quiz, in onda il venerdì in prima serata.
Nel 2002 passa alla conduzione de Lo stivale delle meraviglie, in onda tutti i sabati mattina su Canale 5. Nel suo curriculum c'è anche un'apparizione cinematografica nel film Tutti gli uomini del deficiente della Gialappa's Band. Dal 2003 al 2005 conduce il programma per bambini Ziggie, in onda il sabato pomeriggio su Italia 1. Interviene spesso nelle trasferte radiofoniche della Gialappa's Band su Rai Radio 2 (RAI dire Sanremo, RAI dire Gol). All'inizio del 2006 affianca Dario Vergassola nel programma di viaggi Paese che vai..., in onda su LA7. Nella stagione 2006/2007 è chiamata da Emilio Fede a condurre Sipario, rotocalco del TG4. Nel 2007 conduce su SKY Vivo il reality show The bachelor - L'uomo perfetto. Da settembre 2007 conduce E!News Italia su E!, canale satellitare di Sky.
Nel 2010 ritorna in tv con un Numero zero, prodotto dagli autori di Zelig, e pubblica, assieme a Stefano Romano, un libro di fiabe per bambini con all'interno 365 racconti dal titolo Mamma, mi racconti una storia?, edito da Leone Editore. Durante l'estate 2012 conduce su La5 il programma sui bambini, Girogirobimbo. Dal 18 dicembre 2012 approda in prima serata su La5 con il programma Naturalissima - Speciale Natale. Dal 2010 conduce inoltre ogni domenica Melaverde assieme a Edoardo Raspelli e (dal 2019) a Vincenzo Venuto, dapprima su Rete 4 e successivamente (dal 2012) su Canale 5.

## Vita privata
Dal 1999 è fidanzata con Roberto Cozzi, imprenditore nel settore della ristorazione, con il quale, nel 2005, ha avuto una figlia.

## Programmi TV
- Mai dire Gol (Italia 1, 1997-2000)
- Mai dire Gol - France 98 (Italia 1, 1998)
- Mai dire 98 (Italia 1, 1998)
- Mai dire 99 (Italia 1, 1999)
- Momenti di gloria (Canale 5, 1999-2000)
- Zelig (Italia 1, 2000)
- Mai dire Maik (Italia 1, 2000-2001)
- Facce da quiz (Canale 5, 2001)
- Donnavventura VIP (Rete 4, 2002)
- Lo stivale delle meraviglie (Canale 5, 2002)
- Ziggie (Italia 1, 2003-2004)
- Sempre meglio che stare a casa (LA7, 2005)
- Sipario del TG4 (Rete 4, 2006-2007)
- E! News (E!, 2007-2008)
- L'uomo perfetto (Sky Vivo, 2007-2009)
- Melaverde (Rete 4, 2010-2012; Canale 5, dal 2012)
- Le storie di Melaverde (Rete 4, 2010-2012; Canale 5, dal 2012)
- Camera Café (Italia 1, 2012)
- I racconti di Melaverde (Canale 5, 2012)
- Girogirobimbo (La5, 2012)
- Naturalissima - Speciale Natale (La5, 2012)
- Green&Glam (La5, 2015)
- GialappaShow (TV8, 2023)  Co-conduttrice

## Filmografia
- Tutti gli uomini del deficiente, regia di Paolo Costella (1999)
- Camera Café – serie TV, episodio 5x50 (2012)

## Pubblicità
- Spazzolini elettrici Philips Sonicare (2018)
- Integratori Supradyn (2025)

## Opere
- Ellen Hidding e Stefano Romanò, Mamma, mi racconti una storia?, vol. 1, Monza, Leone, 2009, ISBN 9788863930160.
- Ellen Hidding, Mamma, mi racconti una storia?, vol. 2, Monza, Leone, 2010, ISBN 978-88-6393-033-7.
- Ellen Hidding e Stefano Romanò, Mamma, mi racconti una storia?, vol. 3, Monza, Leone, 2011, ISBN 978-88-6393-069-6.
- Ellen Hidding e Stefano Romanò, Mamma, mi racconti una storia?, vol. 4, Monza, Leone, 2012, ISBN 978-88-6393-087-0.
- Ellen Hidding, Fior fior di idee. Creare con la natura una casa e uno stile green & glam, Milano, Sperling & Kupfer, 2013, ISBN 9788820055349.